# Карликовые змеи
Карликовые змеи или каламарии (лат. Calamaria) — род неядовитых змей семейства ужеобразных. Ареал: Южный Китай, Бирма, Таиланд, Лаос, Вьетнам, Моллукский полуостров, Филиппины и Большие Зондские острова.
Длина тела типичных представителей не превышает 10 см. Самый крупный вид, затылочная каламария (Calamaria occipitalies), достигает 50 см в длину.
Голова каламарий не отграничена от шеи, глаза маленькие, с круглым зрачком. Рот небольшой, смещен на нижнюю поверхность головы. Тело круглое в сечении, не толще 6-7 мм и оканчивается коротким хвостом. У многих видов хвост по форме и окраске напоминает голову. В момент опасности змея может приподнять его вверх, чтобы имитировать голову, сбивая хищника с толку.
Каламарии ведут скрытный малоподвижный образ жизни. Чаще всего они скрываются под различными укрытиями и иногда зарываются в землю. Активны в светлое время суток. Питаются различными беспозвоночными, в основном земляными червями и насекомыми. Крупные виды иногда поедают мелких ящериц. Размножаются, откладывая яйца.
В состав рода включают следующие 60 видов:
- Calamaria abramovi Orlov, 2009
- Calamaria abstrusa Inger & Marx, 1965
- Calamaria acutirostris Boulenger, 1896
- Calamaria albiventer (Gray, 1834)
- Calamaria alidae Boulenger, 1920
- Calamaria apraeocularis M.A. Smith, 1927
- Calamaria banggaiensis Koch et al.
- Calamaria battersbyi Inger & Marx, 1965
- Calamaria bicolor A.M.C. Duméril, Bibron & A.H.A. Duméril, 1854
- Calamaria bitorques W. Peters, 1872
- Calamaria boesemani Inger & Marx, 1965
- Calamaria borneensis Bleeker, 1860
- Calamaria brongersmai Inger & Marx, 1965
- Calamaria buchi Marx & Inger, 1955
- Calamaria butonensis Howard & Gillespie, 2007
- Calamaria ceramensis De Rooij, 1913
- Calamaria concolor Orlov et al., 2010
- Calamaria crassa Lidth de Jeude, 1922
- Calamaria curta Boulenger, 1896
- Calamaria doederleini Gough, 1902
- Calamaria eiselti Inger & Marx, 1965
- Calamaria everetti Boulenger, 1893
- Calamaria forcarti Inger & Marx, 1965
- Calamaria gervaisii A.M.C. Duméril, Bibron & A.H.A. Duméril, 1854
- Calamaria gialaiensis Ziegler et al., 2008
- Calamaria grabowskyi J.G. Fischer, 1885
- Calamaria gracillima (Günther, 1872)
- Calamaria griswoldi Loveridge, 1938
- Calamaria hilleniusi Inger & Marx, 1965
- Calamaria ingeri Grismer, Kaiser & Yaakob, 2004
- Calamaria javanica Boulenger, 1891
- Calamaria joloensis Taylor, 1922
- Calamaria lateralis Mocquard, 1890
- Calamaria leucogaster Bleeker, 1860
- Calamaria linnaei F. Boie, 1827
- Calamaria longirostris Howard & Gillespie, 2007
- Calamaria lovii Boulenger, 1887
- Calamaria lumbricoidea F. Boie, 1827
- Calamaria lumholtzi Andersson, 1923
- Calamaria margaritophora Bleeker, 1860
- Calamaria mecheli Schenkel, 1901
- Calamaria melanota Jan, 1862
- Calamaria modesta A.M.C. Duméril, Bibron & A.H.A. Duméril, 1854
- Calamaria muelleri Boulenger, 1896
- Calamaria nuchalis Boulenger, 1896
- Calamaria palavanensis Inger & Marx, 1965
- Calamaria pavimentata A.M.C. Duméril, Bibron & A.H.A. Duméril, 1854
- Calamaria pfefferi Stejneger, 1901
- Calamaria prakkei Lidth de Jeude, 1893
- Calamaria rebentischi Bleeker, 1860
- Calamaria sangi Truong, Koch & Ziegler, 2009
- Calamaria schlegeli A.M.C. Duméril, Bibron & A.H.A. Duméril, 1854
- Calamaria schmidti Marx & Inger, 1955 — Schmidt’s
- Calamaria septentrionalis Boulenger, 1890
- Calamaria suluensis Taylor, 1922
- Calamaria sumatrana Edeling, 1870
- Calamaria thanhi Ziegler & Quyet, 2005[3]
- Calamaria ulmeri Sackett, 1940
- Calamaria virgulata F. Boie, 1827
- Calamaria yunnanensis Chernov, 1962